# Stigmella vittata
Stigmella vittata là một loài bướm đêm thuộc họ Nepticulidae. Nó là loài duy nhất được tìm thấy ở Honshu in Nhật Bản.
Con trưởng thành bay từ đầu tháng 5. There are two to three generations per year.
Ấu trùng ăn Salix species, bao gồm Salix gracilistyla. Chúng ăn lá nơi chúng làm tổ. 